# Hedysareae
Hedysareae es una tribu de plantas con flores perteneciente a la subfamilia Faboideae dentro de la familia Fabaceae.

## Géneros
Según APWeb
- Alhagi, Calophaca, Caragana, Ebenus, Eversmannia, Halimodendron, Hedysarum, Onobrychis, Taverniera.

Según Straburger
- Ebenus -  Hedysarum - Onobrychis